# Mont-l'Évêque
Mont-l'Évêque is een dorp in Frankrijk. Het ligt op 42 km ten noordnoordoosten van het centrum van Parijs.
De kerk en het kasteel zijn een monument historique.

## Kaart
De onderstaande kaart toont de ligging van Mont-l'Évêque met de belangrijkste infrastructuur en aangrenzende gemeenten.
Het dorp ligt in het centrum van het gebied dat tot de gemeente behoort. Ten zuiden ligt er bos, ten noorden open terrein.
De autosnelweg A1 gaat over 1 km over de grens tussen Mont-l'Évêque en Pontarmé. De E15 en E19 lopen hier over de A1.

## Demografie
Onderstaande figuur toont het verloop van het inwonertal, bron: INSEE-tellingen.

## Websites
- (fr)  Statistische informatie op de website van INSEE

1. ↑  Populations de référence 2022.